# Очеретько, Олег Андреевич
Оле́г Андре́евич Очере́тько (укр. Олег Андрійович Очеретько; род. 25 мая 2003, Макеевка, Донецкая область) — украинский футболист, полузащитник донецкого «Шахтёра».

## Биография

### Клубная карьера
Родился в городе Макеевка Донецкой области. Воспитанник академии донецкого «Шахтёра». В 2018 году вместе с командой «Шахтёра» U-15 стал чемпионом Украины, а в следующем году повторил аналогичное достижение уже с командой U-16. Начиная с сезона 2019/20 выступал за молодёжную команду «горняков» (20 матчей, 3 гола). С 2019 года привлекался к тренировкам первой команды «Шахтёра», но из-за высокой конкуренции на поле не выходил. 8 сентября 2019 года дебютировал в юношеской Лиге чемпионов в матче против английского «Манчестер Сити» (1:3).
В сентябре 2020 года отправился в годичную аренду в «Мариуполь». Дебютировал в составе команды 25 октября 2020 года в ничейном (1:1) выездном поединке 7-го тура Премьер-лиги против «Ингульца».

### Карьера в сборной
В сентябре 2018 года попал в заявку юношеской сборной Украины (U-16) на товарищеский матч против сверстников из Бельгии. 25 сентября 2018 года дебютировал в сборной, выйдя на поле в стартовом составе. В январе 2019 года вместе со сборной Украины U-16 выступал на Кубке развития. На турнире украинцы выступили неудачно, проиграв Болгарии, Словакии (U-17) и Финляндии (U-17), а также сыграв вничью с юношеской сборной Литвы (U-17). Украинская команда заняла в группе последнее место, а Очеретько сыграл на турнире в 4 матчах.
В октябре 2019 года получил от Александра Петракова первый вызов в юношескую сборную Украины (U-17). Дебютировал в сборной 11 октября 2019 года в победном (5:0) товарищеском матче против сверстников из Армении. Очеретько вышел на поле в стартовом составе и провёл на футбольном поле 72 минуты. Дебютным голом за юношескую сборную Украины (U-17) отметился 13 ноября 2019 года на 76-й минуте победного (2:0) поединка квалификации чемпионата Европы 2020 против Грузии.
В октябре 2020 года главный тренер молодёжной сборной Украины Руслан Ротань вызвал Очеретько на матчи отборочного турнира чемпионата Европы 2021. Однако, Очеретько не принимал участия в матчах, поскольку перед игрой у Богдана Вьюнника, который был его соседом по комнате, обнаружили COVID-19.

## Достижения
«Шахтёр» (Донецк)
- Чемпион Украины (2): 2022/23, 2023/24
- Обладатель Кубка Украины: 2023/24

Сборная Украины
- Бронзовый призёр молодёжного чемпионата Европы: 2023
- Победитель турнира в Тулоне: 2024